# Уэст, Глэдис
Глэдис Мэй Уэст (англ. Gladys Mae West; урождённая Браун ) (род. 1930) — афроамериканский математик, известная своим вкладом в математическое моделирование формы Земли и работой по разработке моделей спутниковой геодезии, которые в конечном итоге были включены в систему глобального позиционирования (GPS). Уэст была включена в Зал славы ВВС США в 2018 году.

## Ранняя жизнь и образование
Уэст родилась в Сазерленде, штат Вирджиния, в округе Динвидди, к югу от Ричмонда, в фермерской семье, принадлежавшей сообществу пайщиков. Её отец был фермером, который также работал на железной дороге, а мать работала на табачной фабрике. Уэст рано поняла, что она не хочет как её родители работать на табачных полях или фабриках, и решила, что получение образования будет выходом для неё.
В средней школе на Западе существовало правило, что два лучших ученика каждого выпускного класса получали стипендии на полный курс обучения в Университете штата Вирджиния (ранее Колледж), исторически сложившемся чёрном государственном университете. Уэст старательно училась и получила высшее образование в 1948 году со званием valedictorian. Изначально она не была уверена, какую специальность колледжа сделать своей основной в ВГУ, поскольку она преуспела во всех своих предметах в старшей школе. Ей было рекомендовано заниматься наукой или математикой, и Уэст в конечном итоге решила изучать математику — предмет, в основном изучаемый в её колледже мужчинами. Она также стала участницей студенческого общества «Альфа Каппа Альфа». В 1952 году Уэст получила степень бакалавра наук по математике. После окончания она преподавала математику и естественные науки в течение двух лет в Уэйверли, штат Вирджиния. Затем Уэст вернулась в ВГУ, чтобы получить степень магистра математики в 1955 году. После этого она ненадолго заняла другую должность преподавателя в Мартинсвилле, штат Вирджиния.

## Карьера

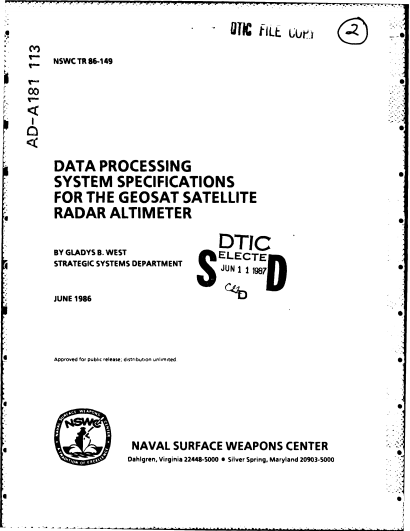
Data processing report for GeoSat by Gladys West

В 1956 году Уэст была нанята для работы на военно-морском испытательном полигоне в Дальгрене, штат Вирджиния (теперь он называется Военно-морским надводным центром), где она была второй чернокожей женщиной, когда-либо принятой на работу, и одним из четырёх чернокожих сотрудников. Уэст была программистом в военно-морском надводном боевом центре Дальгрена для больших компьютеров и руководителем проекта для систем обработки данных, используемых при анализе спутниковых данных. Одновременно Уэст получила второе высшее образование в области государственного управления в Университете Оклахомы.
В начале 1960-х годов она участвовала в астрономическом исследовании, которое доказало регулярность движения Плутона относительно Нептуна. Впоследствии Запад начал анализировать данные со спутников, собирая высотометрические модели формы Земли. Она стала руководителем проекта радиолокационной альтиметрии Seasat, первого спутника, способного удалённо измерять океаны. Уэст постоянно тратит дополнительные часы, сокращая время обработки своей команды вдвое. Она была рекомендована для поощрения в 1979 году.
С середины 1970-х по 1980-е годы Уэст занималась программированием для компьютера IBM для предоставления все более точных расчётов для моделирования формы Земли, неправильного геоида. Создание чрезвычайно точной модели потребовало от неё применения сложных алгоритмов для учёта изменений в гравитационных, приливных и других силах, которые искажают форму Земли. Данные Уэст в конечном итоге стали основой для Глобальной системы позиционирования (GPS).
В 1986 году Уэст опубликовала «Технические характеристики системы обработки данных для спутникового радиолокационного высотомера Geosat», технический отчёт на 51 странице из Центра военно-морских вооружений (NSWC). Руководство было опубликовано, чтобы объяснить, как повысить точность оценки высоты геоида и вертикального отклонения, важных компонентов спутниковой геодезии.  Это стало возможным благодаря обработке данных радиовысотомера спутника Geosat, запущенного на орбиту 12 марта 1984 года.
Уэст работала в Дальгрене в течение 42 лет, уйдя на пенсию в 1998 году. Уже после ухода на пенсию она получила степень доктора наук в области государственного управления в Политехническом университете Виргинии.

## Наследие

Глэдис Уэст вводится в Зал славы пионеров ракетно-космической авиации в 2018 году

Важность вклада Уэст в технологию GPS был вновь осознан, когда член женского общества Запада Альфа Каппа Альфа прочитал краткую биографию, которую Глэдис представила для выпускников.
Уэст была введена в Зал славы ВВС США в 2018 году — одна из высших наград космического командования ВВС. Капитан Годфри Уизес, командир отделения военноморского надводного центра Дальгрен в 2018 году, описал роль, которую сыграла Уэст в развитии системы глобального позиционирования: «Она поднималась по служебной лестнице, работала над спутниковой геодезией и способствовала точности GPS и измерению спутниковых данных. Поскольку Глэдис Уэст начала свою карьеру в качестве математика в Дальгрене в 1956 году, она, вероятно, не знала, что её работа повлияет на мир на десятилетия вперед». Уэст согласилась, сказав, что в то время она понятия не имела, что её работа повлияет на многих: «Когда ты работаешь каждый день, ты не думаешь: „Как это повлияет на мир?“ Вы думаете: „Я должна сделать это правильно“».
Уэст был включена BBC в их список «100 женщин» в 2018 году.

## Личная жизнь
Она встретила своего мужа Ира Уэста в военно-морском надводном центре Дальгрен, где он также работал математиком. В то время они были там двумя из четырёх чернокожих. Они был поженились в 1957 году. У них трое взрослых детей и семь внуков. На февраль 2018 года Уэст проживает в округе Кинг Джордж, штат Вирджиния.
В 2018 году Уэст получила степень доктора наук по программе дистанционного обучения в Virginia Tech.
Удивительно, но даже после того, как Глэдис сыграла жизненно важную роль в создании системы GPS, она предпочитает бумажную карту системе слежения, говоря, что она все ещё доверяет своему мозгу превыше всего.

## Публикации
- Gladys B. West, "Smoothing of Geos 3 satellite radar altimeter data", J. Geophysical Research, Volume 84, Issue B8, 10 July 1979, Pages 4055—4060 doi:10.1029/JB084iB08p04055.
- Gladys B. West, SEASAT Satellite Radar Altimetry Data Processing System, Technical report, Naval Surface Weapons Center, Dahlgren VA, May 1981. Full Text: PDF.
- Gladys B. West, "Mean Earth ellipsoid determined from SEASAT 1 altimetric observations", J. Geophysical Res., Volume 87, No. B7, 10 July 1982, Pages 5538—5540. doi:10.1029/JB087iB07p05538.
- Gladys B. West. Data Processing System Specifications for the Geosat Satellite Radar Altimeter. Naval Surface Weapons Center, Dahlgren VA, Report NSWC TR 86-149 (июнь 1986). Дата обращения: 9 февраля 2018.